# Sasyk
Sasyk (ukrajinsky Сасик) nebo Kunduk (ukrajinsky Кундук)) je lagunové slané jezero v Oděské oblasti na jihu Ukrajiny. Má rozlohu 210 km². Je protáhnuté ze severu na jih v délce 29 km při šířce 3 až 12 km. Dosahuje maximální hloubky 2,7 m.

## Vodní režim
Od Černého moře bylo téměř zcela oddělené písečnými kosami a spojené s ním jen úzkým průlivem. Do jezera ústí řeky Sarata a Kogiľnik (Kunduk), které vodu v něm na jaře oslazují. Hladina jezera kolísá v rozmezí 1 m. Zamrzá v prosinci a rozmrzá v březnu. Roku 1978 byla dokončena betonová hráz, která Sasyk od Černého moře zcela oddělila. Zároveň byl otevřen kanál, který lagunu spojil s řekou Dunaj. Tím slanost jezera silně klesla a životní podmínky živočichů se změnily.